# Willy Franssen
Willy Franssen (* 8. Dezember 1932 in Neuss; † 18. November 1990 ebenda) war ein deutscher Radsportler.
Seine radsportliche Laufbahn begann Willy Franssen mit 17 Jahren. 1953 wurde er, der für den Neusser Radfahrerverein von 1888/09 startete, gemeinsam mit Hermann Spiegel deutscher Meister im Zweier-Mannschaftsfahren der Amateure; im Jahr darauf belegte er mit Spiegel Rang drei. Dreimal gewann er das traditionsreiche Rennen um den Silbernen Adler von Köln (1955 mit Willi Hochgeschurtz, 1956 mit Hardy Remagen, 1958 mit Heinz Vopel). 1956 gewann er das Radrennen Köln–Schuld–Frechen. 1957 errang er den deutschen Meistertitel im Tandemrennen, gemeinsam mit Ehrenfried Rudolph und 1958 zum zweiten Mal den im Zweier-Mannschaftsfahren, mit Heinz Vopel. Anschließend wurde Franssen Profi und startete unter anderem bei vierzehn Sechstagerennen. 1960 belegte er beim Kölner Sechstagerennen mit Gerrit Schulte Platz drei.
1961 beendete Willy Franssen seine Laufbahn als Profi-Radsportler nach einer langwierigen Knieverletzung.

## Berufliches
Franssen war Mechanikermeister. Er arbeitete nach dem Karriereende im elterlichen Zweiradbetrieb in Neuss.